# Scheloribates callipus
Scheloribates callipus är en kvalsterart som först beskrevs av Berlese 1908.  Scheloribates callipus ingår i släktet Scheloribates och familjen Scheloribatidae. Inga underarter finns listade i Catalogue of Life.